# Mark Thorpe
Mark Andrew Thorpe (ur. 26 marca 1969 w Christchurch) – nowozelandzki żużlowiec.

## Życiorys
W latach 90. XX wieku należał do ścisłej czołówki nowozelandzkich żużlowców. Wielokrotnie startował w finałach indywidualnych mistrzostw kraju, zdobywając 7 medali: 3 złote (1993, 1994, 1996), 2 srebrne (1990, 1992) oraz 2 brązowe (1989, 1991).
Finalista mistrzostw świata par (Lonigo 1992 – VI m.). Wielokrotny uczestnik eliminacji indywidualnych mistrzostw świata, m.in. XV m. w finale zamorskim (Coventry 1992) oraz XVI m. w finale kontynentalnym (Elgane 1996).